# Doński Okręg Wojskowy
Doński Okręg Wojskowy (ros.  Донской военный округ) – radziecki okręg wojskowy z okresu po II wojnie światowej.

## Historia

### I formowanie
Okręg został sformowany 9 lipca 1945 roku w wyniku podziału Północnokaukaskiego Okręgu Wojskowego. W jego skład weszły terytoria obwodów: rostowskiego, stalingradzkiego i astrachańskiego. Do podstawowych zadań okręgu należało przeprowadzenie demobilizacji oddziałów Armii Czerwonej wracających z frontu. Siedziba dowództwa mieściła się w Rostowie nad Donem.
Po wykonaniu zadań związanych z demobilizacją wojsk, 4 lutego 1946 okręg włączono w skład Północnokaukaskiego Okręgu Wojskowego (IV formowania).

### II formowanie
W związku z reorganizacją Sił Zbrojnych ZSRR w dniu 22 sierpnia 1949 roku utworzono ponownie okręg wojskowy z podziału Północnokaukaskiego OW (IV formowania). W skład okręgu wchodziły te same obwody, które były w nim poprzednio.
Kolejna reorganizacja sił zbrojnych ZSRR spowodowała, że 9 listopada 1953 roku okręg został rozformowany, a na bazie jego sztabu utworzono Północnokaukaski Okręg Wojskowy (V formowania).

## Dowódcy
- gen. płk Pawieł Biełow (lipiec 1945 – luty 1946)
- gen. płk Władimir Romanowski (sierpień 1949 – styczeń 1952)
- gen. płk Nikanor Zachwatajew (styczeń 1952 – listopad 1953)